# 오로라 (가수)
오로라(AURORA, 1996년 6월 15일 ~ )는 노르웨이의 가수, 싱어송라이터, 레코드 프로듀서이다. 그녀는 노르웨이에서 가장 성공한 아티스트 중 한 명으로 평가받는다. 스타방에르에서 태어나 회레와 오스에서 자란 오로라는 여섯 살 때부터 작곡을 시작하고 춤을 배우기 시작했다. 이후 그녀의 몇몇 노래가 온라인에 업로드되면서 노르웨이에서 인기를 끌었고, 2014년 페트로륨 레코드, 데카 레코드, 글라스노트 레코드와 음반 계약을 체결했다. 오로라는 데뷔 EP Running with the Wolves (2015)를 통해 주목을 받았으며, 이 앨범에 수록된 "Runaway"는 뒤늦게 히트치면서 많은 관심을 받았다. 같은 해, 오아시스의 곡 "Half the World Away"를 커버하여 존 루이스 크리스마스 광고의 배경 음악을 제공하며 더욱 널리 알려졌다.
2010년대 노르웨이 팝 음악계에서 가장 두각을 나타낸 신예 아티스트 중 한 명으로 평가받는 오로라는, 데뷔 정규 음반 All My Demons Greeting Me as a Friend (2016)으로 VG-리스타 톱 40 앨범 차트에서 2주 연속 1위를 기록했다. 이 음반은 전반적으로 긍정적인 평가를 받았으며, 여러 유럽 국가에서 차트에 올랐고, 노르웨이에서 두 차례 플래티넘 인증을 획득했다. 
두 번째 정규 음반 Infections of a Different Kind (Step 1) (2018)은 두 장으로 구성된 음반의 첫 번째 파트였으며, 그 후속작이자 세 번째 정규 음반 A Different Kind of Human (Step 2) (2019)으로 이어졌다. 네 번째 정규 음반 The Gods We Can Touch는 2022년 1월 21일에 발매되었으며, 다섯 번째 정규 음반 What Happened to the Heart?는 2024년 6월 7일에 발매되었다.
오로라의 음악은 주로 일렉트로팝, 포크, 아트팝 장르에 속하며, 그녀의 보컬은 "천상의(Ethereal)"하다는 평가를 받는다. 경력 초반에는 피아노 연주만 했으나, 이후 타악기와 음악 프로덕션의 다양한 측면에 직접 참여하기 시작했다. 또한, 아스켈(Askjell), 서브 어반(Sub Urban), 손드레 레르케(Sondre Lerche), 톰 오델(Tom Odell), 케미컬 브라더스(The Chemical Brothers) 등 여러 아티스트와 협업 및 공동 작곡을 진행했다.
2022년에는 영화 음악 작곡가 한스 짐머(Hans Zimmer)와 협력하여 Frozen Planet II 사운드트랙의 보컬 작업에 참여했다. 같은 해 BBC의 Earth Proms 공연의 일환으로 로열 앨버트 홀에서 "Take Me Back Home"을 함께 선보였다.

## 젊은 시절
1996년 6월 15일 노르웨이 스타방에르에서 태어났다. 어릴 적 부모님의 집 다락에서 전자 피아노를 발견해 치게 되었는데 그 소리에 매혹되었다고 한다. 부모님께서 직업이나 취미로 음악하는 것을 딱히 독려하진 않았다. 하지만 성장하면서, 기존 음악들을 따라 부르거나 자신의 곡을 작곡도 해나갔다. 레너드 코언과 밥 딜런의 영향을 받았다고 밝혔다. 10살 때, 처음으로 곡을 썼다. 그녀의 노래가 사람들을 도울 수 있을 지도 모른다는 어머니의 제안에 따라, 음악을 공식적으로 하기로 결심했다. 미란다와 빅토리아라는 언니 2명이 있다.

## 경력
학교에서의 첫 공연 1년 후, 오로라는 주목을 받기 시작했다. 그녀의 노래를 들은 친구 한 명이 복사본을 요청해, 이를 노르웨이의 한 스트리밍 사이트에 게시했다. 한 매니지먼트 회사가 이 트랙을 듣고 오로라와 작업을 시작했다. 앞선 매니지먼트 회사와의 짧은 계약 활동 후, 2014년 10월에 글래스노트 레코드, 데카 레코드와 계약했다.

### 2012년-현재: 데뷔 앨범All My Demons Greeting Me as a Friend
2012년 12월, 첫 트랙 "Puppet"이 발매되었고 이어서 2013년 5월, 곡 "Awakening"을 발매했다. 2014년 11월, 첫 싱글 "Under Stars"가 발매됐고 2015년 2월, 싱글 "Runaway"가 나왔다. 싱글 "Runaway"는 발매 6주 만에 영국 스포티파이에서 100만 스트리밍을 기록하면서 큰 성공을 거뒀다. 여러 음악 블로그와 NME 등 언론에서도 큰 호평을 얻었다. 팝 스타 케이티 페리는 "내 마음을 흔들리게 한 새로운 노래"라며 극찬하는 트윗글을 남겼다. 동년 6월, "Aurora's LA show"에 출연하며 명성을 이어갔다. 2015년 4월, 곡 "Running with the Wolves"가 발표되어 BBC 라디오 1, BBC Radio 6 뮤직의 관심을 받았다. 인디펜던트, 가디언 지는 오로라를 '주목할 인물(One’s to Watch)' 란에 소개했다. 2015년 9월, 세 번째 싱글 "Murder Song (5, 4, 3, 2, 1)"이 발매되어 여러 매체, 블로그의 호평을 받았다. 게임 FIFA 16 사운드 트랙 명단에 포함되었다. 2015 존 루이스 백화점 크리스마스 광고용으로, 밴드 오아시스의 곡 "Half the World Away"를 커버했다. 2016년 3월 11일, 데뷔 앨범 "All My Demons Greeting Me as a Friend"가 발매되었다.

## 음반 목록
- All My Demons Greeting Me as a Friend (2016)
- Infections of a Different Kind (Step 1) (2018)
- A Different Kind of Human (Step 2) (2019)
- The Gods We Can Touch (2022)
- What Happened to the Heart? (2024)